# Градище (Дреново)
Вижте пояснителната страница за други значения на Градище.
Градище или Девол град (на македонска литературна норма: Градиште, Девол град) е крепост, съществувала през Късната античност и Средновековието, край тиквешкото село Дреново, Северна Македония.

## Местоположение
Градище е разположена на 2,3 km северозападно от Дреново, край пътя Градско - Прилеп, който е главната връзка между Повардарието и Пелагония. Градището е варовиков рид със стръмна северна и полегата южна страна. Дължината на рида е 400 m, а височината 130 m над реката. През широкото и ниско седло на юг минава старият път, а днешният през теснината в северното подножие на Градище. Оттам се отделя локален път, който по Черна води през Витачево до рудниците на Кожух. Няколко километра северно от Градище има находища на мрамор, експлоатирани от Античността.

## Античност
На терасите на южния склон на рида е изградено селище на площ 17 ha. Според Иван Микулчич „това бил несъмнено градът Аударист (Еударист), един от пеонските центрове“. Това според хърватския археолог се потвърждава от голям брой находки и стотици монети од IV век пр. Хр. Градът замира след окупацията от Римската република и е село до края на Античността. Стената е от елинистическата епоха и е без хоросан. Южно от селището са разкрити следи от две раннохристиянски базилики - богата мраморна градежна пластика от V и VI век.

## Средновековие
През средновековието в западния край на стария акропол е изграден град от камък без хоросан. Стената обхваща триъгълно пространство с размери 170 х 40/50 m. Източният край е отделен с вътрешен зид в акропол с размери 50 х 20 m. На северозапад има цистерна за вода, всечена дълбоко в скалата още в елинистическата епоха. В южния дял са жилищните части. Открити са средновековна огнищна и трапезна керамика, тегули от Комнинов тип, парчета от стъклени гривни, бронзов славянски накит от X - XIII век, многобройни железни върхове на стрели, ножове и други. Една украсена бронзова тока за ремък с лъв-грифон в релеф се датира IX - X век. Монетите са фолиси на Йоан I Цимиски (969 - 976), Михаил IV Пафлагон (1034 - 1041), Константин IX Мономах (1042 - 1055), скифати на Йоан III Дука Ватаци (1222 - 1254), Михаил VIII Палеолог (1259 – 1282), Андроник II Палеолог (1282 - 1328) и Михаил IX Палеолог (1295 - 1320).
Следи от средновековни сгради има и склона на изток от твърдината, след които две малки църкви - едната частично, а другата цялостно разкопана. Покрити са били с тегули от Комнинов тип и съответно се датират в XII - XIII век. На източния склон има средновековни гробове. Подградието заема и средната тераса на юг от твърдината. В самото Дреново на югоизток има запазена средновековна базилика от XIΙ век „Света Богородица“.
Градчето Девол е било крайпътна стража. Липсата на здрави сгради от Късното средновековие говори, че то е упаднало още преди сръбското завоевание ва XIV век и на негово място се издигнал градът Тиквеш на 10 km на юг.